# Joy Elfreda Wheeler
Joy Elfreda Wheeler (* 11. Dezember 1954 in Kingston) ist eine jamaikanische Diplomatin.
Wheeler studierte „Internationale Beziehungen“ und trat 1975 in den diplomatischen Dienst ein. Ab 1978 war sie zunächst in Paris, dann in Havanna, und Washington, D.C. tätig. Von 1993 bis 1997 war sie stellvertretende Botschafterin in Port of Spain. Anschließend arbeitete sie in den Abteilungen „Wirtschaft“ und „Internationale Organisationen“ des jamaikanischen Außenministeriums. Von 2002 bis 2007 leitete sie die Abteilungen „Karibik“ und „Amerika“. 2007 wurde sie als Botschafterin nach Berlin versetzt. Wheeler spricht Deutsch, Englisch, Französisch und Spanisch. Sie ist verheiratet, hat zwei Kinder.